# Eupithecia extensaria
Eupithecia extensaria is een vlinder uit de familie spanners (Geometridae). De wetenschappelijke naam is voor het eerst geldig gepubliceerd in 1844 door  Freyer.
De soort komt voor in Europa.